# Acid jazz
L'acid jazz è uno stile musicale jazz che incorpora elementi funk, soul, unendoli alla musica elettronica e che, rielaborando il concetto di fusion, punta alla integrazione di numerosi elementi musicali contemporanei.
L'acid jazz si contrappone a quella tendenza del jazz rap che su basi di musica jazz gioca con le parole, ed al contrario si focalizza maggiormente sulla componente musicale.

## Storia
L'acid jazz nasce verso la fine degli anni ottanta in Inghilterra. La prima testimonianza discografica risale al 1987 con Acid Jazz and Other Illicit Grooves pubblicato dall'etichetta Urban Records, album dove vengono definiti molti stilemi del nuovo genere e che vede la presenza oltre che di Jamie Principle (stile acid/soul) anche del James Taylor Quartet (stile jazz-funk).
Il nuovo genere si sviluppa prendendo spunto dalle intuizioni di vari artisti già precursori della scena jazz-funk degli anni 60-70, come il trombettista Donald Byrd con gli album Fancy Free (1969) ed Electric Byrd (1970) ed il pianista Herbie Hancock con Head Hunters (1973).
In seguito, a partire dalla fine degli anni '80, ma soprattutto negli anni '90, i due DJ produttori Gilles Peterson ed Eddie Piller saranno i principali promotori del genere, attraverso le radio, le serate dj nei principali clubs londinesi, e attraverso la loro stessa casa discografica Acid Jazz Records, da essi fondata.
Gilles Peterson è un DJ radiofonico ed animatore del club Dingwalls a Londra e conia il termine "acid jazz" con una mitica frase  finora avete ballato acid-house? E adesso ascoltate acid jazz!  durante serate musicali in cui proponeva l'ascolto di vinili ispirati alle contaminazioni tra funk, jazz, soul e rare-groove degli anni settanta.
Sul finire degli anni Ottanta escono quattro raccolte della BGP che collezionano il meglio di quello stile musicale (tra gli altri Funk inc, Charles Earland, Brother Jack McDuff). Peterson fonda nel 1989 l'etichetta discografica Talkin' Loud distribuita da Polygram, della quale si ricordano tra gli altri: il gruppo Galliano che conta tra i suoi componenti due ex membri degli Style Council, White e Mick Talbot con la loro fusione di jazz, soul e hip hop; gli Incognito, gruppo che ruota attorno a Jean Paul 'Bluey' Maunick dei quali memorabile è l'esordio Jazz Funk (1981), con la collaborazione delle cantanti Maysa Leak e Jocelyn Brown; i Marxman con i loro hip hop politicamente impegnato, i The Brand New Heavies con la collaborazione della lead vocalist N'Deas Davenport, e gli Young Disciples; infine il soul di Omar con There's Nothing Like This.
Eddie Piller, veterano della scena Northern soul e mod, fonda invece l'Acid Jazz Records (agli inizi con Gilles Peterson). Etichetta famosa per le compilation Totally Wired e per aver lanciato il gruppo che diventerà più popolare nel genere: i Jamiroquai. La prima uscita del gruppo londinese è il singolo When You Gonna Learn (la cui introduzione è suonata con il singolare strumento australiano didgeridoo). Lo stile musicale dei Jamiroquai è fondamentalmente un mix tra disco music, soul, jazz e funk (l'influenza di Stevie Wonder sembra chiara in Emergency on Planet Earth del 1992) che si trasformano in sonorità garage house nelle versioni remix di alcuni suoi singoli. In seguito al successo del singolo d'esordio, il loro frontman Jay Kay riuscirà a strappare un contratto milionario alla Sony.
Altri artisti prodotti dall'Acid Jazz Records sono i Brand New Heavies, che grazie alla cantante statunitense N'Dea Davenport, ottengono un discreto successo persino negli USA con l'album Brother, Sister e cimentandosi in duetti con rappers americani come Guru, (ad esempio nell'album Heavy Rhyme). 
Alcune hit acid jazz sono venute dagli US3 come Cantaloop (Flip Fantasia) (una cover di Cantaloupe Island di Herbie Hancock). Interessante anche l'album The Antidote di Ronny Jordan.
In Italia grande successo hanno riscosso le performance dell'ex tastierista dei Prisoners James Taylor con il suo James Taylor Quartet, di cui citiamo l'album Wait a Minute con una notissima cover del tema della seconda stagione della serie televisiva di Starsky & Hutch (Gotcha, brano di Tom Scott).
Sul versante più funky, grandi attenzioni sono state riversate sui Freakpower gruppo creato da Norman Cook (già negli Housemartins e noto successivamente come Fatboy Slim) ed il cantante/trombonista Ashley Slater. Da ricordare il loro album Drive-thru Booty (Island, 1994) con i brani Turn on, Tune in, Cop out e Get in Touch.
Altra etichetta di frontiera è stata la Mo-Wax: grande impatto ebbe la versione di For What It's Worth (originale dei Buffalo Springfield) da parte dei Love T.K.O., gruppo più trip hop che acid jazz.
In Europa continentale da segnalare il gruppo tedesco Die Toten Hosen con Fancy You e gli spagnoli Speak Low con In the Fridge.
In Italia tra i maggiori esponenti dell'Acid Jazz sono notabili i Jestofunk, divenuti celebri per il singolo Can We Live del 1994.